# Kate Spencer
Kate Spencer è un personaggio dei fumetti DC Comics, apparsa per la prima volta in Manhunter (vol. 3) n. 1 (ottobre 2004). È una supereroina, l'ottavo personaggio della DC a portare il nome di Manhunter, la prima donna a farlo. Fu promossa dalla DC Comics a un ruolo rilevante nella miniserie Crisi infinita.

## Storia editoriale
Nonostante il successo della critica, la prima serie ha stentato ad affermarsi nel panorama fumettistico internazionale. Pertanto la DC Comics annunciò, nel maggio 2006, la cancellazione della serie, con l'ultimo fascicolo, il n. 25. Dan DiDio, produttore esecutivo della DC, a seguito della pressione dei fan, estese la serie per altri cinque numeri. La nuova storia, in cinque episodi, fu di fatto uno spin-off della serie, Crisi infinita. DiDio disse anche che la storia avrebbe condotto ad un altro mega evento ambientato nell'Universo DC. La serie ritornò con il n. 31 nel 2007, ma venne cancellata nel 2008 con il n. 38. Kate fu infine co-protagonista nel racconto, Batman: Street of Gotham.

## Biografia del personaggio
Kate Spencer è un procuratore federale ormai stanca di vedere sempre i criminali impuniti. Nello specifico, un certo Copperhead, un pericoloso delinquente sotto processo per omicidio multiplo e cannibalismo, riuscì ad evitare la condanna a morte cercando di evadere dal carcere nel quale era rinchiuso, dopo aver ucciso due guardie. Infuriata, Kate rubò dell'equipaggiamento militare da una stanza delle prove e uccise Copperhead. Auto nominandosi Manhunter, Kate ricattò un ex fabbricante di armi di numerosi criminali, Dylan Battles, attualmente sotto programma di protezione dei testimoni, affinché costruisse, mantenesse e aggiornasse la sua armatura, le sue armi e i vari gadget.
Oltre ai procedimenti legali e alla lotta contro il crimine, la vita di Kate comprendeva una difficile relazione sia con il figlio di 6 anni, Ramsey, che il suo nuovo ex-marito. La vita segreta di Kate come Manhunter influiva pesantemente sia sulla sua carriera che nella vita vita privata, ma il suo co-avvocato Damon Matthews riusciva a coprirla. Il padre di Kate, Walter Pratt, venne imprigionato per aver assassinato sua madre. Kate si convinse che suo nonno fosse Al Pratt, l'Atomo della Golden Age, membro della Justice Society of America.
Attraverso la sua amicizia con l'agente Cameron Chase del Dipartimento di Operazioni Extranormali, Kate lavorò per la DEO sotto la direzione di Mister Bones. Durante la Crisi Infinita, l'Oracolo chiamò Kate, insieme ad un numero di eroi senza poteri per unirli tutti nella Battaglia di Metropolis. Inoltre le fu esteso anche un possibile invito di unirsi ai Birds of Prey.

### Iron Munro
Il numero di Manhunter del giugno 2006 rivelò che il nonno di Kate non era l'Atomo originale, ma in realtà Iron Munro, e sua nonna era Phantom Lady, alias Sandra Knight. Quando Munro impreparato all'imminente gravidanza della sua fidanzata, lei fu portata da Pratt in una casa famiglia, mentre Al fu erroneamente inserito nel certificato di nascita di Walter Pratt come "padre". Questo la rende cugina di terzo grado di Jack Knight, come venne affermato in questo numero, da Phantom Lady.

### Wonder Woman
Kate fu l'avvocato difensore di Wonder Woman, quando la supereroina venne accusata dell'assassinio di Maxwell Lord. Il caso prese una svolta inaspettata, dopo il recente ritorno di un Blue Beetle creduto morto che affermò di non ricordarsi nulla dei passati 18 mesi. Wonder Woman chiese a Batman di condurre un'indagine su Ted, per accertarsi che fosse veramente lui. Nel frattempo, Kate ricevette aiuto da Checkmate, dimostrando che le azioni di Diana erano giustificabili. Si scoprì poi che "Blue Beetle" era il mutaforma Everyman della Infinity, Inc. di Lex Luthor.

### Cancellazione e futuro
Fin dalla cancellazione della sua serie, fu annunciato da Dan DiDio, che Kate Spencer si sarebbe trasferita a Gotham City come procuratore distrettuale, e sarebbe comparsa per le strade di Gotham City insieme alla Cacciatrice e a Misfit, le sue compagne dei Birds of Prey, e Batgirl.
Kate fu recentemente reclutata da Jay Garrick, insieme a Mon-El, Miss Martian, Mister America e i Sea Devils. Nonostante il loro reclutamento, Kate non comparve al fianco degli altri eroi alla fine di Justice League: Cry for Justice.

## Poteri e abilità
Quando Kate diede la caccia a Copperhead, si infiltrò in una stanza delle prove per rubare alcuni attrezzi che avrebbe potuto utilizzare contro di lui. Manhunter n. 15 raccontò le origini di ciascuno dei pezzi che aveva trafugato e che compongono il suo equipaggiamento.
- Costume: il costume proviene da un membro dei Darkstars, morto in battaglia. Lo trovò un vagabondo e lo utilizzò per difendersi contro un gruppo di assalitori. Dopo averli sconfitti con successo, li derubò e lasciò il costume in una discarica. I Controllori programmarono un odio istintivo per gli scarabei Reach nelle armature dei loro agenti, inclusa in quella indossata da Kate Spencer. Il suo costume, tuttavia, reagì diversamente al contatto con lo scarabeo di Blue Beetle Jaime Reyes.
- Guanti: i guanti furono trovati da un delinquente da quattro soldi, originariamente indossati da Azrael durante il suo periodo nei panni di Batman, a Gotham City. Il teppistello li utilizzò in una rapina andata storta, ma quando giunse la polizia, il criminale morì, lasciando però i guanti ancora seppelliti nel lato dell'edificio rapinato.
- Bastone: un attacco ad Eclipso terminò con la morte di numerosi eroi; tra di loro vi fu un uomo programmato per convincersi di essere Mark Shaw. Il bastone venne recuperato con il corpo, e nascosto in un magazzino.

Molti personaggi hanno affermato che Kate ha mostrato una grande forza e resistenza alle ferite. Se queste caratteristiche siano di fatto poteri metaumani o se Kate è semplicemente più possente di un comune essere umano non è stato chiarito.

## Apparizioni
- Birds of Prey n. da 100 a 103, n. 105- (novembre 2006 - presente)
- Crisi d'Identità n. 6
- Crisi Infinita n. 7
- Manhunter vol. 3 n. da 1 a 38 (ottobre 2004 — marzo 2009) ristampato come:
  - Manhunter Vol. 1: Street Justice (riprende i n. da 1 a 5, dicembre 2005, ISBN 1-4012-0728-6)
  - Manhunter Vol. 2: Trial By Fire (riprende i n. da 6 a 14, gennaio 2007, ISBN 1-4012-1198-4)
  - Manhunter Vol. 3: Origins (riprende i n. da 15 a 23, agosto 2007, ISBN 1-4012-1340-5)
  - Manhunter Vol. 4: Unleashed (riprende i n. da 24 a 30, gennaio 2008, ISBN 1-4012-1632-3)
  - Manhunter Vol. 5: Forgotten (riprende i n. da 31 a 38, maggio 2009, ISBN 1-4012-2158-0)
- Villains United Infinite Crisis Special n. 1
- World War III Part 3: Hell Is for Heroes (aprile 2007)